# 극장판 포켓몬스터: 뮤츠의 역습
〈극장판 포켓몬스터 뮤츠의 역습〉(劇場版ポケットモンスター ミュウツーの逆襲)는 1998년 7월 18일에 개봉된 TV 애니메이션〈포켓몬스터〉의 극장판 제1기이다. 인기에 힘입고 이 극장판의 20주년을 기념해 2020년 9월 30일에 극장판 포켓몬스터: 뮤츠의 역습 EVOLUTION이라는 이름으로 3D CG효과로 리메이크됐다.

## 뮤
흉폭하기 짝이 없는 뮤츠의 탄생은 비밀연구소에서 일하는 과학자들의 야심만만한 계획에서부터 시작된다. 전설적인 포켓몬인 뮤의 머리카락 화석에서 DNA를 채취해 이를 토대로 뮤의 복제 포켓몬인 뮤츠를 만들어낸다. 그러나 새로 창조된 뮤츠는 자신을 만든 인간들을 증오한다. (이것은 처음 영화가 시작되기 전에 사이드 스토리 뮤츠의 탄생에서 밝혀진다.)
한편 로켓단의 두목인 비주기는 뮤츠를 이용해 세계를 정복하려 하지만 뮤츠는 스스로를 가장 강력한 포켓몬 트레이너라 칭하고 포켓몬 트레이너들을 뉴 아일랜드 성으로 초청해서 포켓몬들을 복제한다. 뮤츠는 진짜보다 더 강력한 힘을 가진 복제 포켓몬들을 이용해 세계를 파괴하려하고 이를 막으려는 지우 일행과의 전투를 벌이는데...

## 등장인물
뮤츠
성우 - 이치무라 마사치카 / 홍시호
뮤의 DNA로 만든 포켓몬으로 인간에게 큰 증오심을 갖고 있다. 진짜보다는 복제가 더 위대하며, 인간은 이 세상이 낳은 최악의 생명체라고 생각한다. 자신을 스스로 포켓몬 트레이너로 칭하고 리자몽, 거북왕, 이상해꽃을 복제해서 만들지만 결국 지우의 포켓몬을 사랑하는 마음과 진짜도 복제품도 모두 살아 있는 소중한 생명이라는 것을 깨닫고는 뮤와 함께 어딘가로 사라진다.
뮤
성우 - 야마데라 코이치 / 손정아
이 세상에서 제일 신기하다는 환상의 포켓몬으로 뮤츠도 이 뮤의 유전자로 만들어졌다. 뮤츠에 뒤지지 않는 힘을 지니고 있지만 평소에는 귀여운 행동으로 장난을 치고 있고 상당히 인기가 많은 듯하다.

## 같이 보기
- 비디오 게임을 원작으로 한 영화 목록